# Jordanka Donkova
Jordanka Ljubčova Donkova (in bulgaro Йорданка Любчова Донкова?; Gorni Bogrow, 28 settembre 1961) è un'ex ostacolista bulgara, vincitrice della medaglia d'oro olimpica a Seul 1988 e del bronzo a Barcellona 1992 nei 100 metri ostacoli.

## Biografia
Vincitrice della medaglia d'oro olimpica a Seul 1988 e del bronzo a Barcellona 1992 nei 100 metri ostacoli, Jordanka Donkova ha inoltre vinto diverse medaglie mondiali e continentali. Ha stabilito cinque volte il record del mondo, mentre il suo record di 12"21 ha resistito per quasi 28 anni, superato soltanto il 22 luglio 2016 dalla statunitense Kendra Harrison. Ha realizzato la miglior prestazione mondiale stagionale nel 1982, 1986 e 1988.

## Record nazionali

### Seniores
- 100 metri ostacoli: 12"21 ( Stara Zagora, 20 agosto 1988)
- Staffetta 4×100 metri: 42"29 ( Sofia, 26 giugno 1988)
- 50 metri ostacoli indoor: 6"77 ( Grenoble, 7 febbraio 1993)
- 60 metri ostacoli indoor: 7"74 ( Sofia, 14 febbraio 1987)

## Palmarès
| Anno | Manifestazione  | Sede         | Evento       | Risultato  | Prestazione | Note                                     |
| ---- | --------------- | ------------ | ------------ | ---------- | ----------- | ---------------------------------------- |
| 1980 | Giochi olimpici | Mosca        | 100 metri hs | Semifinale | 13"39       |                                          |
| 1982 | Europei indoor  | Milano       | 60 metri hs  | Bronzo     | 8"09        |                                          |
| 1982 | Europei         | Atene        | 100 metri hs | Argento    | 12"54       |                                          |
| 1984 | Europei indoor  | Göteborg     | 60 metri hs  | Bronzo     | 8"09        |                                          |
| 1986 | Europei indoor  | Madrid       | 60 metri hs  | 6ª         | 8"09        |                                          |
| 1986 | Europei         | Stoccarda    | 100 metri hs | Oro        | 12"38       | Record dei campionati                    |
| 1987 | Europei indoor  | Liévin       | 60 metri hs  | Oro        | 7"79        |                                          |
| 1987 | Mondiali indoor | Indianapolis | 60 metri hs  | Argento    | 7"85        |                                          |
| 1987 | Mondiali        | Roma         | 100 metri hs | 4ª         | 12"49       |                                          |
| 1988 | Giochi olimpici | Seul         | 100 metri hs | Oro        | 12"38       | Record olimpico                          |
| 1988 | Giochi olimpici | Seul         | 4×100 metri  | 5ª         | 43"02       |                                          |
| 1989 | Europei indoor  | L'Aia        | 60 metri hs  | Oro        | 7"87        |                                          |
| 1992 | Europei indoor  | Genova       | 60 metri hs  | Bronzo     | 8"03        |                                          |
| 1992 | Giochi olimpici | Barcellona   | 100 metri hs | Bronzo     | 12"70       | Miglior prestazione personale stagionale |
| 1994 | Europei indoor  | Parigi       | 60 metri hs  | Oro        | 7"85        |                                          |
| 1994 | Europei         | Helsinki     | 100 metri hs | Bronzo     | 12"93       |                                          |

## Altre competizioni internazionali
1986
- Oro alle IAAF Grand Prix Final ( Roma), 100 metri ostacoli - 12"47

1994
- 4ª alle IAAF Grand Prix Final ( Parigi), 100 metri ostacoli - 12"88